# 溪墘厝 (新北市)
溪墘厝，是臺灣新北市樹林區的一個地名，位於樹林區南部。以行政區而言，範圍大致包括南園里西北部、柑園里東半部的中央地帶至西北角及西半部的東南端、西園里東南端。

## 歷史
台灣清治末期至日治初期，溪墘厝地區為一街庄，稱為「溪墘厝庄」，隸屬於海山堡。該庄昔日為大漢溪中沙洲，西北與樟樹窟庄為鄰，東北及東與石頭溪庄為鄰，南邊東段以數段大漢溪分流及一小段陸地與桃仔腳庄為界，西段以大漢溪主流及分流與隆恩埔庄為界。
1901年（日治明治三十四年）11月，該庄隸屬於桃園廳，編入第十七區。1905年（明治三十八年）7月，第十七區改稱「樹林區」。1920年（大正九年），該庄改制為「溪墘厝」大字，隸屬於臺北州海山郡鶯歌庄，大字下有「柑園」、「溪墘厝」小字名。1940年，鶯歌庄升格為鶯歌街。
戰後鶯歌街改制為鶯歌鎮，隸屬於臺北縣，大字亦改制為里。1946年8月，鶯歌、樹林分治，本地區改隸屬新成立的樹林鎮。2010年12月，臺北縣升格為新北市，樹林鎮改制為樹林區。

## 河道變遷
從前大嵙崁溪（大漢溪）至三角湧附近（公館後地區西北部），因地勢低平，河面加寬，形成網狀河道。三峽溪（三峽河與橫溪各自注入大嵙崁溪分流河道，三峽溪於劉厝埔匯入分流，為橫溪匯注點之上游約八百公尺處。其後因河沙堆積，河床日漸昇高，導致分流消退，原本兩溪匯注處之大嵙崁溪分流河道成為三峽溪河道之延伸，因而形成今日三峽溪納橫榽之勢。
由於大漢溪主流河道北移，舊主流及各分流河道淤積成為陸地，使得溪墘厝南側相鄰地區均變成陸地相連。

## 交通
國道3號大致以橫向經過溪墘厝地區中部，境內未設交流道，但三鶯交流道即在西南邊不遠處，由此往東北可前往中和、新店、深坑、汐止、基隆等地，往西南可前往大溪、龍潭、關西及中南部各地。
鄉道北85線（佳園路三段、柑園街一段、佳園路二段）是山佳至溪墘寮的道路，大致以東北－西南走向經過本地區東部，往東北可前往山佳，往西南轉南可前往三峽市區，後於麻園地區的溪墘寮接上省道台3線（中正路二段）。
鄉道北84線（柑園街二段）是三鶯大橋至東園的道路，經過本地區北部邊界地帶，往東北可前往柑園，往西南可前往三鶯大橋（縣道110號）橋頭。

## 學校
- 國立臺北大學（小部分）
- 北大高中（大部分）
- 柑園國中
- 桃子腳國中小（小部分）
- 柑園國小